# Confederação Brasileira de Desportos no Gelo
A Confederação Brasileira de Desportos no Gelo (CBDG) é um órgão responsável pela organização dos eventos e representação dos atletas de bobsled, luge, skeleton, patinação no gelo, hóquei no gelo e curling no Brasil.